# سلاف فواخرجی
سلاف فواخرجی بازیگری سوری است که در تاریخ (۲۷ ژوئن ۱۹۷۴) در شهر لاذقیه زاده شد.
او در فیلم‌های سینمایی و تلویزیونی زیادی حاضر شد و جوائز بسیاری در جشنواره‌ های مختلف بدست آورد.